# Шахрисабзский район
Шахрисабзский район (Шахрисябзский район) (узб. Shahrisabz tumani / Шаҳрисабз тумани) — административная единица в Кашкадарьинской области Узбекистана. Административный центр — город Шахрисабз.

## История
Шахрисабзский район (Шахрисябзский район) был образован в 1926 году. В 1938 году вошёл в состав Бухарской области, а 20 января 1943 года отошёл к Кашкадарьинской области. 8 мая 1943 года часть территории района был передана в новый Миракинский район. 18 декабря 1957 года к Шахрисабзскому району был присоединён Миракинский район.
В 1960—1964 годах район входил в состав Сурхандарьинской области.

## Административно-территориальное деление
По состоянию на 1 января 2011 года, в состав района входят:
- Город районного подчинения

1. Шахрисабз

- 20 городских посёлков:

1. Аммогон-1
2. Андай
3. Карасу
4. Келдихает
5. Кумкишлак
6. Кунчикар дарвоза
7. Кутчи
8. Кушканот
9. Мираки
10. Наматан
11. Новкат
12. Темирчи
13. Уртакургон
14. Хужахуросон
15. Чоршанбе
16. Чоштепа
17. Чукуркишлак
18. Шаматан
19. Янгикишлак
20. Гелон (Посёлок)

- 13 сельских сходов граждан:

1. Аксу
2. Дукчи
3. Кунчикар
4. Кутчи
5. Муминабад
6. Наматан
7. Тудамайдон
8. Узбекистан
9. Хисарак
10. Хитай
11. Шакартери
12. Шаматан
13. Таджикистан